# Indulto
El indulto es una causa de extinción de la responsabilidad penal, que supone el perdón de la pena. Es una situación diferente a la amnistía, que supone el perdón del delito, ya que por el indulto la persona sigue siendo culpable, pero se le ha perdonado el cumplimiento de la pena.
El indulto puede ser total o parcial. A su vez puede ser general y particular.
- El indulto total comprende la remisión de todas las penas a que hubiere sido condenado el reo y que aún no hubieren sido cumplidas.
- El indulto parcial supone la remisión de alguna o algunas de las penas impuestas o su conmutación por otras menos graves.

## Diferencias entre indulto y amnistía
- El indulto supone el perdón de la pena, mientras que la amnistía supone el perdón del delito. Por eso solo se puede indultar respecto de la parte de la pena que no haya sido ya cumplida, mientras que la amnistía puede implicar rehabilitar al amnistiado en derechos ya perdidos al cumplir la pena impuesta.

- El indulto no extingue la responsabilidad civil derivada del delito, la amnistía sí lo hace.

- En general, para otorgar el indulto es necesario un acto administrativo; para la amnistía es necesaria una ley.

- La amnistía extingue los antecedentes penales, mientras que el indulto no lo hace necesariamente.

- Para otorgar un indulto es necesaria sentencia firme; para la amnistía no es necesario.

- La amnistía, por lo general, se aplica a los delitos políticos.

## Regulación por país

### Alemania
El derecho de conceder el perdón en Alemania recae en la oficina del Presidente (Bundespräsident), aunque él puede transferir esta decisión a otras personas, tales como el Canciller o el ministro de la Justicia. La amnistía se puede conceder solamente por ley federal.

### Chile
En Chile existen dos clases de indultos: el particular (que se otorga particularmente a una o unas personas) y el general (que se le otorga a todas las personas que cumplan ciertas características).
Cualquier persona puede contactarse con el Gobierno para solicitar la remisión, reducción o conmutación de una pena que haya sido impuesta mediante sentencia firme y ejecutoriada. Sin embargo, la tónica ha sido que el gobierno por iniciativa propia indulte a personas (generalmente asociados a condiciones humanitarias o periodos excepcionales de la historia de chile).
El indulto particular es una facultad del presidente de la República, consagrada en el artículo 32 N° 14 de la Constitución, quien por decreto supremo tiene la posibilidad de extinguir la responsabilidad penal de una persona total (dejándolo libre) o parcialmente (cambiando su condena o sus plazos).
Sin embargo, el indulto presidencial tiene ciertas características: 
1. Elimina la obligación de cumplir la condena, pero no extingue el delito, la responsabilidad ni los antecedentes penales.
2. No se puede conceder a una persona que ya haya recibido un indulto anteriormente.
3. La Constitución prohíbe conceder indultos particulares antes de la dictación de la sentencia ejecutoriada, la condena debe estar firme y ejecutoriada, es decir, no deben proceder recursos en su contra o, de haberlos, deben estar extinguidos sus plazos.
4. No se puede conceder indulto a condenados por actos terroristas, cuando dichos actos se realizaron después del 11 de marzo de 1990 (Disposición transitoria séptima).

El indulto general es materia de ley, esta debe tener su origen en el Senado y requiere de mayoría absoluta de ambas cámaras, sin embargo, si lo a indultar son delitos terroristas requerirá de 2/3 de ambas cámaras.
En el caso del indulto general, este no posee las limitaciones del indulto presidencial, es decir, si puede extinguir el delito, los antecedentes penales, ser aplicable a personas previamente beneficiadas, ser aplicables en cualquier parte del proceso legal (transformándose en una amnistía) -siempre que lo determine la ley-.

### Canadá
En Canadá, los perdones son gestionados por el National Parole Board bajo las directrices del Criminal Records Act, del Código Criminal y de otras leyes. El Código Criminal establece un periodo de tres años de espera para los delitos menores, y un periodo de cinco años para los graves. El periodo de espera comienza tras haber sido terminado el juicio.

#### Aplicación del perdón
La resolución de la concesión de un perdón en Canadá es un complejo y largo proceso, y cualquier error en la aplicación puede causar innecesarios y costosos retrasos. Mucha gente usa agencias privadas para gestionar sus documentos con el objeto de evitar errores al respecto.
El coste de la obtención de un perdón es variable y depende de un número de circunstancias específicas de cada aplicación.
- 50 dólares para el National Parole Board Fee por gestionar el perdón.
- De 0 a 20 dólares por un documento jurídico, pagable al tribunal.
- De 0 a 26.75 dólares por la toma de huellas dactilares.
- De 0 a 70.00 dólares por la certificación por parte de la policía local de que el aspirante ha vivido en los últimos cinco años en una determinada ciudad o pueblo.
- Los gastos de una agencia privada si se ha hecho uso de ella.

El tiempo del proceso para cada aplicación del perdón depende de si es calificado o no como urgente. Para los casos normales, el proceso típico puede llevar un año o dos, o más. Los Perdones Urgentes son difíciles de obtener, y son evaluados caso a caso por el National Parole Board. Una vez concedido el perdón, desaparece administrativamente cualquier referencia delictiva al respecto de la persona que ha sido perdonada.

#### Clemencia
En Canadá, la clemencia es concedida por el Gobernador General de Canadá o por el Governor in Council (el gobierno federal) bajo la Prerrogativa Real de Gracia. Las aplicaciones se realizan también por parte del National Parole Board, como en el caso de los perdones, aunque la clemencia puede suponer la conmutación de la condena, o la remisión de la misma completa o en parte, un aumento del plazo de ejecución de la condena (por motivos médicos, por ejemplo), o una derogación de una prohibición (por ejemplo, permitir conducir a quien se le había prohibido).

### España
El indulto «es una medida de gracia, de carácter excepcional, que se encuentra regulado en la Ley de 18 de junio de 1870 estableciendo reglas para el ejercicio de la gracia de indulto, que consiste en la remisión total o parcial de las penas de los condenados por sentencia firme, que otorga el Rey, a propuesta del Ministro de Justicia, previa deliberación del Consejo de Ministros».
La Constitución española concede al Rey el derecho de gracia, sometido a la ley y prohíbe los indultos generales (según su artículo 62.I) (artículo 62 CE: Funciones del Rey.)
Este "derecho de gracia" supone una renuncia al ejercicio del poder punitivo del Estado, fundada en razones de equidad, oportunidad o conveniencia pública (Política).
Pueden indultarse las penas accesorias con exclusión de las principales y viceversa, a no ser que aquellas sean inseparables de estas. La remisión de la pena principal implica, igualmente, la de las accesorias, a excepción de la inhabilitación para cargos públicos y derechos políticos, las cuales no se entenderán comprendidas, si de ellas no se hubiere hecho mención especial en la concesión.

#### Procedimiento y requisitos
El procedimiento y requisitos para la concesión del indulto particular se encuentran recogidos en la Ley de 18 de junio de 1870 modificada por la Ley 1/1988 de 14 de enero.
El trámite de solicitud de los indultos particulares puede llevarse a cabo por los penados, sus parientes o cualquier otra persona en su nombre.
Si el indulto se realiza como "beneficio penitenciario" previsto en el Reglamento Penitenciario, se adjunta el informe del equipo técnico de la prisión, propuesta de la Junta de Tratamiento y petición de aplicación del indulto del Juez de Vigilancia Penitenciaria.
Las solicitudes serán sometidas a informe del Tribunal sentenciador, debiendo ser oídos el Ministerio Fiscal y el ofendido, si lo hubiere. La concesión compete al Rey, a propuesta del Ministro de Justicia, previa deliberación del Consejo de Ministros y se acordará mediante Real Decreto, que deberá insertarse en el Boletín Oficial del Estado.
Además, no es posible indultar los delitos de traición y contra la seguridad del Estado cometidos por el presidente del Gobierno o sus Ministros (artículo 102 Constitución Española).

#### Indultos en España
Si bien el indulto es una medida de gracia, mediante el cual el Gobierno excluye de cumplir la pena (aunque no la sentencia ni los antecedentes) a un condenado -por razones humanitarias, rehabilitación, etc-, su uso ha sido en ocasiones controvertido por la trascendencia social de los delitos cometidos.
El gobierno de Felipe González indultó en 1988 al exgeneral Alfonso Armada, uno de los dirigentes del intento golpista del 23-F.
En 1998 José María Aznar indultó a José Barrionuevo y Rafael Vera, políticos socialistas condenados por el caso GAL, y en 2000, más de 1300 condenados salieron de prisión en virtud de un indulto masivo aprobado con motivo del fin del milenio y del jubileo.
José Luis Rodríguez Zapatero indultó al banquero Alfredo Sáenz Abad, número dos del Banco Santander, e intentó sin éxito eliminar sus antecedentes penales. Esto ocurrió durante el tiempo de traspaso de poderes después de que el PSOE perdiera las elecciones generales de 2011.
La mayoría de los beneficiados de los indultos del gobierno de Mariano Rajoy -que se inició a finales de 2011- fueron traficantes de drogas, aunque el caso más mediático fue el indulto a un conductor temerario que acabó con la vida de una persona al conducir por sentido contrario por una autopista. Este indulto fue anulado por el Tribunal Supremo. El gobierno de Rajoy también ha indultado a agentes de policía condenados por agresiones y torturas.
Otro caso mediático fue el de los indultados por delitos de sedición y desobediencia, entre otros, en relación con el denominado "procés" de Cataluña, mediante el cual se pretendía la independencia de Cataluña.

### Estados Unidos
En los Estados Unidos, el poder de perdonar está en manos del Presidente según indica la Constitución de los Estados Unidos, Art. II, Sec. 2, que establece que el presidente:
Tendrá el poder de conceder indultos y perdones en los casos de ofensas contra los Estados Unidos, excepto en los casos de personas condenadas en un juicio político.
Todas las peticiones federales de perdón se dirigen al Presidente, y son concedidas o denegadas por él. Como norma, estas peticiones se remiten para su revisión y recomendación no vinculante respecto de las mismas al U.S. Pardon Attorney, un funcionario del Departamento de Justicia de los Estados Unidos. Desde 1977, los presidentes han recibido unas 600 peticiones de perdón o clemencia por año y han concedido alrededor de un diez por ciento de las mismas, aunque el porcentaje de perdones e indultos varía entre las distintas administraciones (globalmente, el número de perdones ha sido menor desde la Segunda Guerra Mundial que en épocas anteriores). Para que un perdón pueda ser concedido, en general los que van a ser perdonados deben admitir previamente su culpa.
El poder presidencial para perdonar y conmutar penas ha sido controvertido desde siempre; muchos anti-federales recuerdan ejemplos de abusos por parte de los reyes europeos de ese poder de perdonar, y advierten que lo mismo podría ocurrir en las repúblicas. Por su parte, The Federalist Papers (una colección de artículos publicada como argumentación para aprobar la Constitución de los Estados Unidos) incluye una fuerte defensa del poder de perdonar. El presidente George Washington concedió los primeros perdones federales a varios líderes de la rebelión del whisky (desarrollada entre 1791 y 1794 en protesta por los impuestos establecidos a determinadas bebidas alcohólicas).
Muchos perdones han sido controvertidos; los críticos arguyen que los perdones se usan más por conveniencia política que para corregir un error judicial. Quizás el perdón más famoso en la historia de Estados Unidos fue concedido por el presidente Gerald Ford a su antecesor en el cargo, el presidente Richard Nixon, el 8 de septiembre de 1974, por la conducta oficial delictiva que dio lugar al escándalo Watergate. John Tyler pudo haber sido el primer expresidente en beneficiarse de la clemencia, si no hubiese muerto antes de que la guerra civil americana hubiese terminado. Las encuestas mostraron que la mayoría de los ciudadanos estadounidenses desaprobaban claramente en aquel momento ese perdón a Nixon. El respaldo popular a Ford decayó tras su perdón a Nixon, y dos años más tarde fue derrotado en las elecciones presidenciales. Otros usos controvertidos del poder de perdonar incluyen los miles de perdones indiscriminados concedidos por Andrew Johnson a antiguos oficiales y militares Confederados tras la guerra civil americana, la amnistía de Jimmy Carter para los desertores de la guerra del Vietnam, el perdón de George H. W. Bush a seis oficiales de la administración Reagan acusados y/o condenados en relación con el asunto Irangate, y los perdones concedidos por Bill Clinton a terroristas del FALN y a 140 personas (estos concedidos en su último día de presidencia).
Un perdón presidencial puede ser concedido en cualquier momento tras la comisión del delito; el perdonado no tiene por qué haber sido ni condenado ni siquiera formalmente acusado por un crimen. En la inmensa mayoría de los casos, sin embargo, el Pardon Attorney solo considera las peticiones de personas que han cumplido condena y que, además, han demostrado su capacidad para desarrollar una vida responsable y productiva durante un período significativo tras su acusación o tras haber sido liberados. Determinados Tribunales federales sostienen que el presidente puede perdonar o indultar de forma condicionada, y que la persona objeto de tales perdones e indultos no puede rechazarlos, aunque debe aceptar y cumplir sus condiciones.
El poder de perdonar del presidente afecta solo a delitos considerados por la Ley Federal. Sin embargo, los gobernadores de muchos Estados de los Estados Unidos tiene el poder de conceder perdones o indultos por delitos considerados por la Ley Criminal del estado. En otros estados, ese poder está en manos de un consejo, o, combinadamente, en las de un consejo y el gobernador.

### Francia
Los perdones y los actos de clemencia (grâces) son concedidos por el presidente de Francia, quien, en última instancia, es el juez único respecto de la conveniencia de la medida. La persona condenada envía una solicitud de perdón al Presidente de la República. El juez que emitió el veredicto informa sobre el caso, y el caso es enviado a la dirección del Ministerio de Justicia para asuntos criminales y perdones con el objeto de recabar consideraciones adicionales.
Si se concede, el decreto del perdón es firmado por el presidente, por el primer ministro, por el ministro de Justicia y por otro ministro que, de alguna manera, esté implicado en la consideración del caso. No se publica en el Journal Officiel (el Boletín Oficial del Estado).
El decreto puede evitar que el solicitante cumpla toda su pena, o puede permitirle conmutarla por otra menor. No suprime el derecho de la víctima del crimen a obtener la indemnización por los daños sufridos, y no elimina los antecedentes penales del delincuente.
Cuando la pena de muerte estaba en vigor en Francia, casi todas las condenas daban lugar a una revisión presidencial para un posible perdón. Se concedía de forma rutinaria un retraso de la ejecución para que las peticiones de perdón pudiesen ser examinadas. Si se concedía, la clemencia exigía generalmente la conmutación de la pena de muerte por otro tipo de condena.
El Parlamento francés, en ocasiones, concede amnistías. Se trata de un concepto y de un procedimiento diferente de lo anterior, aunque la frase "amnistía presidencial" es a veces aplicada de forma peyorativa a determinadas decisiones del parlamento votadas después de una elección presidencial, que consiste en conceder la amnistía en casos de delitos menores.

### Honduras
El indulto lo concede el presidente de la República, extingue la responsabilidad penal con el perdón de la Pena del recluso.

### Irlanda
De acuerdo con la Constitución de Irlanda, Art 13 Sec 6, el Presidente de Irlanda puede perdonar a criminales condenados: "El derecho de perdonar y el poder de conmutar o rebajar un castigo impuesto por un tribunal que ejercita su jurisdicción criminal, son atributos del Presidente, aunque tal poder de conmutación o remisión puede también ser conferido por ley a otras autoridades". No obstante, esto solo ocurre tras el consentimiento del Gobierno de Irlanda. El presidente no puede perdonar a nadie sin el consentimiento del Gobierno, de hacerlo provocaría una crisis constitucional que podría llevar a la recusación del Presidente.

### Italia
En Italia, según el Art. 87 de la constitución italiana, el presidente de la República "puede conceder perdones o conmutar penas". Sin embargo, según el Art. 89 "... ninguna decisión del Presidente puede entrar en vigor a menos que sea firmada por el ministro al que tales decisiones afecten..." Tratándose del perdón, el Ministerio afectado es el de Justicia. El problema, en cualquier caso, está en la interpretación exacta de los dos artículos de la constitución italiana antes indicados: ¿todas las decisiones del Presidente necesitan el visto bueno y firma de un Ministro? o ¿existen decisiones que el presidente puede tomar por sí mismo sin ningún condicionante? En otras palabras, hay tres teorías diferentes sobre el perdón en Italia:
- El presidente puede hacer el decreto del perdón sin ningún condicionante, y el ministro de Justicia está obligado a firmarlo.
- El presidente y el ministro de Justicia deben hacer el decreto de forma conjunta.
- El presidente está obligado a aceptar el decreto, simplemente firmando la petición del Ministro.

Con el decreto del perdón, el presidente puede librar al condenado de su castigo o cambiar el tipo de castigo. El perdón, a menos que se diga de otra manera en el decreto, no puede eliminar todos los efectos de una condena (como su mención en el certificado de conducta), de hecho, solo elimina el castigo principal (la prisión o la multa).

### Perú
La Constitución Política de 1993 solo regula en el artículo 118 inciso 21 la concesión de las gracias presidenciales de la siguiente manera: "Corresponde al Presidente de la República: Conceder indultos y conmutar penas. Ejercer el derecho de gracia en beneficio de los procesados en los casos en que la etapa de instrucción haya excedido el doble de su plazo más su ampliatoria". En 1997 se instaló una comisión ad hoc para el proceso de los indultos presidenciales.
En Perú, el presidente está facultado a conceder el "derecho de gracia", que se aplica a los procesados y es análogo al indulto.
Según la ley 28760 está prohibido conceder el indulto o derecho de gracia a personas condenadas por delito de secuestro y extorsión, así como a los procesados por tales delitos.

### Reino Unido
En el Reino Unido, el poder de conceder perdones e indultos es una prerrogativa real de monarca. Ha estado tradicionalmente vinculado al poder absoluto del monarca el perdonar e indultar a cualquier individuo, que haya sido condenado por un crimen, tanto de su encarcelamiento como del castigo que le fuese impuesto. Los perdones fueron muy concedidos en el siglo XVIII con la condición de que los criminales condenados aceptasen ser transportados a ultramar, por ejemplo, a Australia. El primer perdón general en Inglaterra fue concedido con motivo de la celebración de la coronación de Eduardo III en 1327. No obstante, hoy en día hay diferencias procesales significativas en el uso del perdón real.
La gestión de los perdones se lleva a cabo según el Rehabilitation of Offenders Act 1974 (un artículo legislativo al respecto). Un perdón real para un encarcelamiento injusto sigue un procedimiento parecido al descrito más arriba en el caso de Canadá. Además, la gente que ha cometido delitos leves (condenados a menos de tres años de cárcel) pueden librarse de su consignación en los registros si no reinciden. El objeto de esto es que no haya gente que tenga que sobrellevar de por vida el lastre de delitos menores cometidos durante su juventud. El periodo de no reincidencia es de 5 años para una sentencia que no implique pena de cárcel y hasta de 10 años para una sentencia que sí incluya una pena de prisión de entre seis meses hasta dos años y medio. Para un delincuente joven (por debajo de los 18 años), el período de no reincidencia es de cinco años, incluso si hay prisión de por medio. El Rehabilitation of Offenders Act 1974' no se aplica a los que trabajan con grupos sociales vulnerables, tales como profesores y trabajadores sociales, que deben cumplir íntegros sus castigos. Además, a los que trabajan en profesiones vinculadas al sistema judicial, tales como abogados o policías, no se les permite ocultar los detalles de castigos anteriores en lo referente a su trabajo.

### Venezuela
La Constitución venezolana en el artículo 236, numeral 19, establece como una atribución del presidente de la República de “conceder indultos”. Por su parte, el artículo 104 del Código Penal venezolano lo define al expresar: “…El indulto o gracia que condona la pena la hace cesar con todas sus accesorias. Cuando el indulto se concede conmutando la pena impuesta por otra inferior, se cumplirá ésta con las accesorias que le correspondan”. Es decir el indulto solo se aplica para a los condenados por delitos. Sin embargo mediante la modificación estructural al Código Orgánico Procesal Penal venezolano, realizada el 14 de noviembre de 2001 por el Parlamento, mediante el artículo 28 se reforma con la que el presidente de la República puede intervenir en cualquier parte del proceso penal a través del indulto de enjuiciados, salvo que el delito constituya una violación de derechos humanos o un delito de lesa humanidad. Lo que refiere su aplicación no solo a condenados sino también a procesados.

## Indultos polémicos

### Argentina
El indulto lo concede el Poder Ejecutivo, y extingue la responsabilidad penal. Aún reconoce el delito cometido, pero de todas formas decide no sancionar. La amnistía establece la caducidad de la acción penal. 
En el país, una de las más famosas fue la Ley 23.492 de Punto Final, una ley argentina que estableció la caducidad de la acción penal (prescripción) contra los imputados como autores penalmente responsables de haber cometido el delito complejo de desaparición forzada de personas (que involucró detenciones ilegales, torturas y homicidios agravados o asesinatos) durante la dictadura militar del autodenominado Proceso de Reorganización Nacional de 1976–1983 y que no hubieran sido llamados a declarar "antes de los sesenta días corridos a partir de la fecha de promulgación de la presente ley". Fue presentada por los diputados Juan Carlos Pugliese, Carlos A. Bravo y Antonio J. Macris, y promulgada el 24 de diciembre de 1986 por el presidente Raúl Alfonsín. El Congreso la declaró nula en 2003. 
Hubo también una serie de diez decretos sancionados el 7 de octubre de 1989 y el 30 de diciembre de 1990 por el entonces presidente de la Argentina Carlos Menem, indultando civiles y militares que cometieron crímenes durante la dictadura autodenominada Proceso de Reorganización Nacional incluyendo a los miembros de las juntas condenados en el Juicio a las Juntas de 1985, al procesado ministro de Economía José Alfredo Martínez de Hoz y los líderes de las organizaciones guerrilleras. Mediante estos decretos fueron indultadas más de mil doscientas personas.
Luego de que en 2003 el Congreso de la Nación Argentina declarara la nulidad de las leyes de Punto Final y Obediencia Debida algunos jueces comenzaron a declarar inconstitucionales aquellos indultos referidos a crímenes de lesa humanidad.

### ChileChile
En Chile, suele ser polémica su aplicación, en 1970, Salvador Allende indulto a 43 personas condenadas por delitos terroristas abduciendo que eran "jóvenes idealistas".
A posterior del Golpe de Estado en Chile de 1973, Augusto Pinochet fue concediendo indultos a quienes habían participado de la desestabilización del gobierno anterior previo al golpe, en 1978 concedió un indulto general via Ley de Amnistía en Chile a todo autor, cómplices o encubridores hayan incurrido en hechos delictuosos, durante la vigencia de la situación de Estado de Sitio, comprendida entre el 11 de septiembre de 1973 y el 10 de marzo de 1978. (incluyendo a Violaciones de derechos humanos de la dictadura militar (Chile))
Con el retorno de la democracia, Patricio Aylwin indulto en menos de 48 horas desde su asunción, al rededor de 943 personas condenadas en calidad de Presos políticos de la Dictadura militar (Chile),, siendo el más polémico, un indulto emitido 4 horas antes de la finalización de su mandato a los autores del Atentado contra Augusto Pinochet.
Desde entonces, los indultos se han realizado para principalmente conmutar la pena de muerte por presidio perpetuo (hasta la derogación de la pena de muerte en 2004), desde allí la cantidad de indultos ha bajado considerablemente.
La última polémica con la facultad de indultar ocurrió en 2022, cuando el presidente Gabriel Boric indulto a los condenados por delitos asociados al Estallido Social 

### EspañaEspaña
En España, cuatro Mozos de Escuadra fueron condenados por el Tribunal Supremo en 2009, por delitos contra la integridad moral, torturas y lesiones, a raíz de detener por error a un ciudadano rumano en Barcelona, golpeándole por todo el cuerpo, amenazándole y llegándole a meter una pistola en la boca para hacerle confesar. El Tribunal Supremo rebajó en 2009 en un año y diez meses la condena a los tres principales condenados por la Audiencia Provincial de Barcelona. El Gobierno concedió a cuatro mozos de escuadra un indulto parcial que redujo la pena a dos años de cárcel, lo que abría la puerta a que los agentes se libraran de entrar en prisión. La Audiencia de Barcelona rechazó el indulto, pero el Consejo de Ministros les  concedió un segundo indulto. Esto provocó que 200 jueces escriban un escrito manifestando su desacuerdo y que algunos especialistas lo consideraran inconstitucional.

### PerúPerú
El gobierno de Alan García otorgó 5500 indultos a condenados. García y sus exministros de Justicia Rosario Fernández y Aurelio Pastor incurrieron en una infracción a la Constitución al haber reducido la pena de 400 sentenciados por narcotráfico, según el informe final de los ‘narcoindultos’ que aprobó la Comisión Investigadora de la gestión del gobierno de Alan García, en este se identificaron conmutaciones de penas a bandas completas y productores de cocaína.  Entre las irregularidades cometidas por la Comisión de Gracias Presidenciales que presidió Miguel Facundo Chinguel, está haber conmutado penas hasta en un 60 por ciento, cuando la ley y el reglamento del Ministerio de Justicia se lo prohibían.

Mientras el Congreso creaba leyes para endurecer penas, los fiscales se sacrificaban y los jueces eran cuestionados, Alan García y sus ministros de un plumazo sacaron a cinco mil narcotraficantes y avezados delincuentes de la cárcel.
Heriberto Benítez

En 2017, Pedro Pablo Kuczinsky, el presidente de Perú, indultó a Alberto Fujimori, quien fue condenado por autoría mediata a 25 años de carcelería por los casos de "La Cantuta" y "Barrios Altos". Esto coincidió con un intento de vacancia o destitución a través de una moción impulsada por la hija del mismo, Keiko Fujimori. Esto fue visto como una traición por los partidos de izquierda, que precisamente, apoyaron la candidatura durante la segunda vuelta electoral de Pedro Pablo Kuczinsky a fin de evitar que Keiko Fujimori gane la presidencia.

### VenezuelaVenezuela
El gobierno excarcela a 110 personas el 30 de agosto de 2020 entre perseguidos y presos políticos por decreto presidencial mediante decreto n.º 4277, según gaceta oficial extraordinaria n.º 6569. Sin embargo en noviembre de 2021 durante las Elecciones regionales en el estado Barinas cuando las proyecciones del CNE favorecían al candidato Freddy Superlano, con el 37,60 %, frente al 37,21 % de votos obtenidos por el candidato oficialista Argenis Chávez, el conteo final y la lectura de los resultados fueron suspendidos por sentencia del TSJ. Superlano quedó suspendido de ocupar cargos públicos mientras otro candidato indultado no fue afectado como es el caso en el estado Lara a pesar de haber sido favorecidos con el mismo decreto 4277.